# Kamerunisch-osttimoresische Beziehungen
Die kamerunisch-osttimoresische Beziehungen beschreiben das zwischenstaatliche Verhältnis von Kamerun und Osttimor.
Osttimor und Kamerun nahmen am 20. Mai 2003 diplomatische Beziehungen auf. Beide Staaten gehören zur Bewegung der Blockfreien Staaten, zur AKP-Gruppe und zur Gruppe der 77. Weder hat Kamerun eine Botschaft in Osttimor, noch Osttimor eine diplomatische Vertretung in Kamerun. Für 2018 gibt das Statistische Amt Osttimors keine Handelsbeziehungen zwischen Kamerun und Osttimor an.